# Giuseppe Fonseca Chavez
Giuseppe Fonseca Chavez (Naples, 1742 - Naples, 1808) était un général italien, en 1806, il obtint le titre d'inspecteur général de brigade du royaume de Naples.

## Biographie
Après la conquête du royaume de Naples par les troupes françaises, il participe à la réorganisation des forces armées napolitaines. En particulier, l'un de ses projets est la réouverture du collège militaire de la Nunziatella, siège de l'école d'artillerie. Ce projet, demandé par le ministre André-François Miot et présenté le 10 mai 1806 proposait le retour au modèle de l'institut unique de recrutement pour les quatre armes en vigueur avant 1799  .